# Eduard Wendebourg
Eduard Wendebourg (* 23. September 1857 in Lewe-Liebenburg; † 22. Oktober 1940 in Bückeburg; vollständiger Name: Eberhard Julius Eduard Wendebourg) war ein deutscher Architekt des Historismus.

## Leben
Wendebourg wurde 1857 als drittes von insgesamt neun Kindern eines Pfarrerehepaares geboren. Der Dichter des Deutschlandliedes Hoffmann von Fallersleben war der Onkel von Wendebourgs Mutter und hielt sich daher oft im Hause der Wendebourgs auf, auch um gemeinsam mit seinem Vater Hermann Liedtexte zu schreiben.
Von 1864 bis 1872 besuchte Wendebourg eine Privatschule in Liebenburg, die von seinem Vater gegründet wurde. Ab 1872 besuchte er das Gymnasium in Wolfenbüttel, das er jedoch ohne Abschluss abbrach, um eine Kaufmannslehre in Gotha zu beginnen. Doch auch diese brach er bereits nach einem Vierteljahr ab, um an der Königlichen reorganisierten Gewerbeschule in Hildesheim doch noch sein Abitur zu erlangen.
Von 1875 bis 1879 studierte Wendebourg Architektur an der Technischen Hochschule Hannover und hörte dabei unter anderem Vorlesungen des Hannoverschen Architekten Conrad Wilhelm Hase, der ein langjähriger Freund der Familie war. 1878 wurde er dort Mitglied des Corps Hannovera. Nach Abschluss des Studiums leistete er Militärdienst beim 2. Kurhessischen Infanterie-Regiment Nr. 82 in Göttingen ab. In dieser Zeit kam er auch in näheren Kontakt mit dem Studenten-Gesangverein der Georgia Augusta, deren Haus er schließlich ab 1901 entwarf. In den Jahren 1881 bis 1887 leistete Wendebourg sein Referendariat als Regierungsbauführer ab, er leitete Neubauten in Hanstedt und in Schönfeld. Von 1885 bis 1887 leitete er den Wiederaufbau einer durch einen Brand zerstörten Kirche in Neuenkirchen bei Melle. Dort lernte er Julie Niemann kennen, die er am 5. März 1888 in Neuenkirchen heiratete.
Am 22. Februar 1888 ließ er sich als selbstständiger Architekt nieder. In den folgenden Jahren bis zu seinem 82. Geburtstag führte er mehr als 200 Projekte wie Neubauten, Umbauten oder Restaurierungen hauptsächlich an Kirchen- und Schulgebäuden durch. Einige wenige Bauten waren im neuromanischen Stil, doch ein Großteil seiner Entwürfe waren im Stil der Neugotik gestaltet. Als einer der bedeutendsten Bauten gilt die Nicolaikirche in Hannover-Bothfeld; der aysmetrische Hausteinbau wurde mit nordisch-normannischen Dekorationen verziert.
Um 1915 wurde Wendebourg Kirchen-Baurevisor beim evangelisch-lutherischen Stadtkirchenverband Hannover. Nach dem Ersten Weltkrieg, in dem sein ältester Sohn fiel, hatte er große Probleme, Aufträge zu bekommen. Einzig der Ausschuss des Evangelisch-Lutherischen Gesamtverbandes der Stadt Hannover vertraute ihm die regelmäßige Überprüfung der kirchlichen Bauten an. 1939 zog er mit seiner Frau nach Bückeburg, wo er am 22. Oktober 1940 verstarb.

## Ehrungen
Am 19. März 1906 wurde ihm von Wilhelm II. der Rote Adlerorden 4. Klasse verliehen. 2009 wurde ihm zu Ehren der Eduard-Wendebourg-Weg in Soltau eingeweiht.

## Werke (Auswahl)
Wendebourg baute zahlreiche Kirchen, Schulen und Wohngebäude in Norddeutschland, u. a.:
- 1890: Innenausbau der evangelischen Kirche Schladen im neugotischen Stil[3]
- 1892–1893: Erlöserkirche (Kuhstedt)[4]
- 1893–1895: Erlöserkirche in Othfresen
- 1895–1896: St.-Pankratius-Kirche Esebeck; Innenumgestaltung und neuromanischer Apsisanbau[3]
- 1897: St.-Ludgeri-Kirche in Wolfsburg-Ehmen
- 1898: Turm zur Nicolaikirche in Hannover-Limmer[2]
- 1899–1900: Schule in Limmer[5]
- 1901–1903, Anbau 1909–1910: Haus des Studenten-Gesangvereins der Georgia Augusta Göttingen
- 1901–1911[5]: Nicolaikirche in Hannover-Bothfeld
- 1904: Wichernhaus (Stammhaus) der Pestalozzi-Stiftung in Großburgwedel
- 1905: Pauluskirche in Bremerhaven-Lehe
- 1906: Matthäuskirche in Hannover-List
- 1908: St.-Johannis-Kirche in Soltau
- 1908: St.-Antonius-Kirche in Bispingen
- 1910: Kirche in Apensen
- 1911–1912[5]: Lutherkirche in Soltau

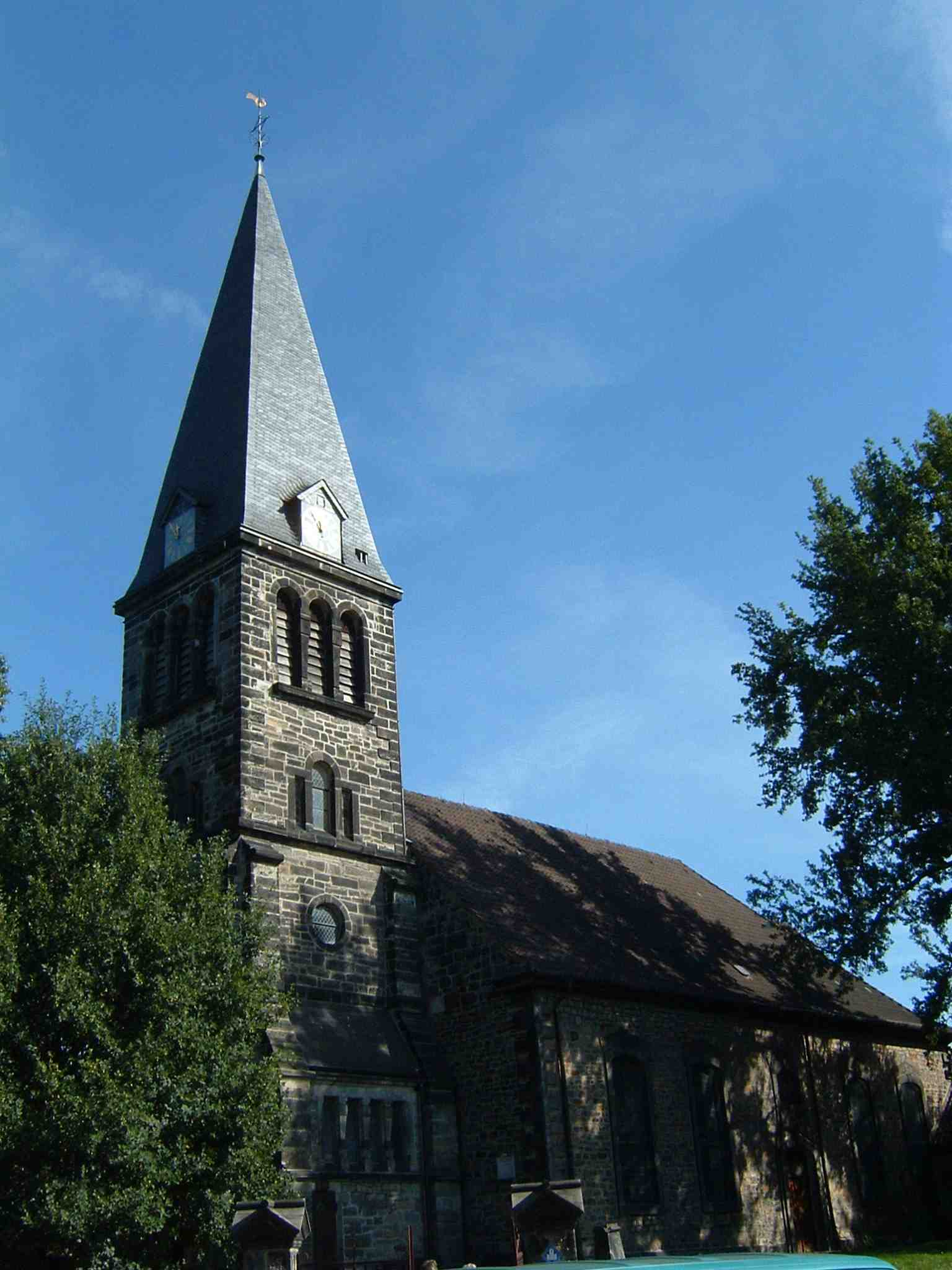
Nicolaikirche in Limmer
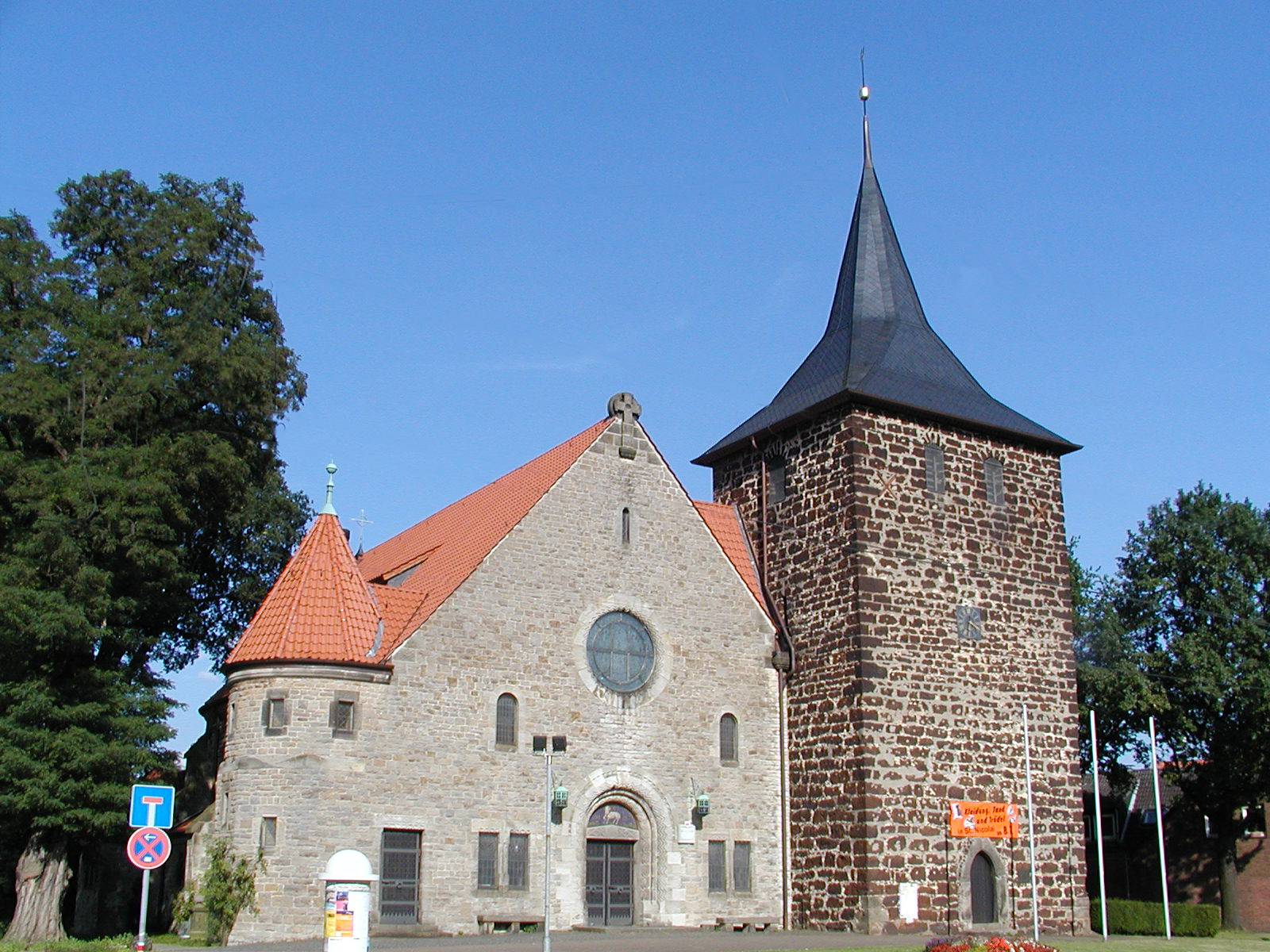
St.-Nicolai-Kirche in Bothfeld
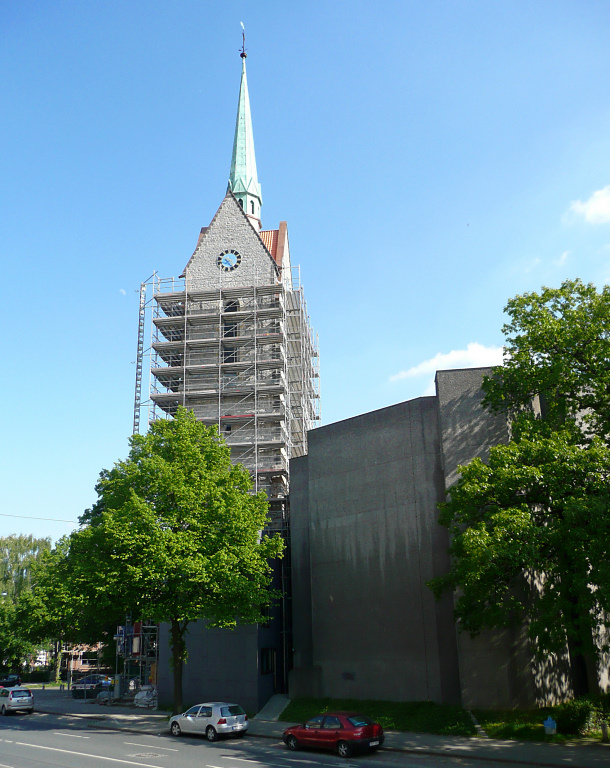
Matthäuskirche in List
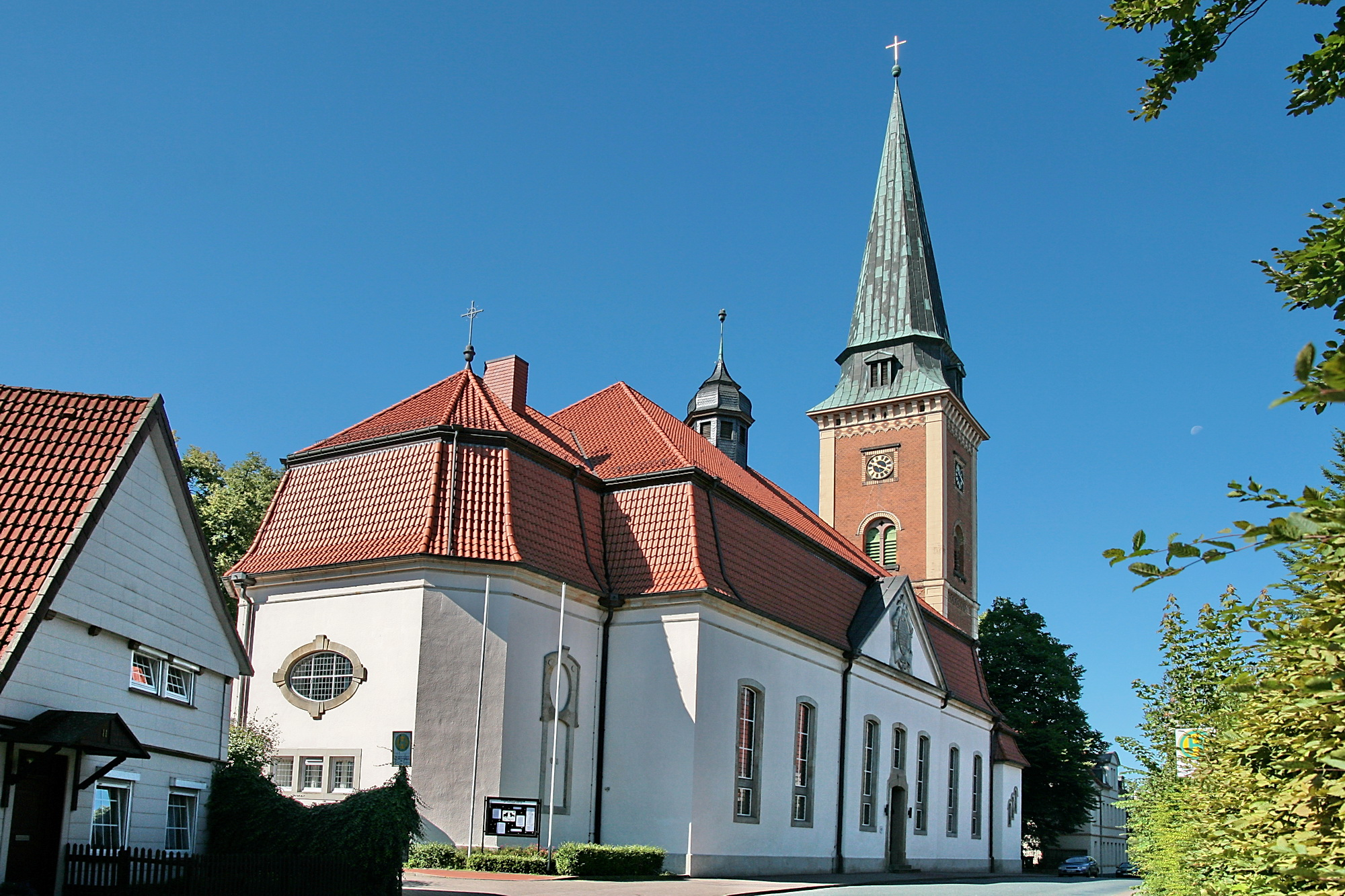
St.-Johannis-Kirche in Soltau
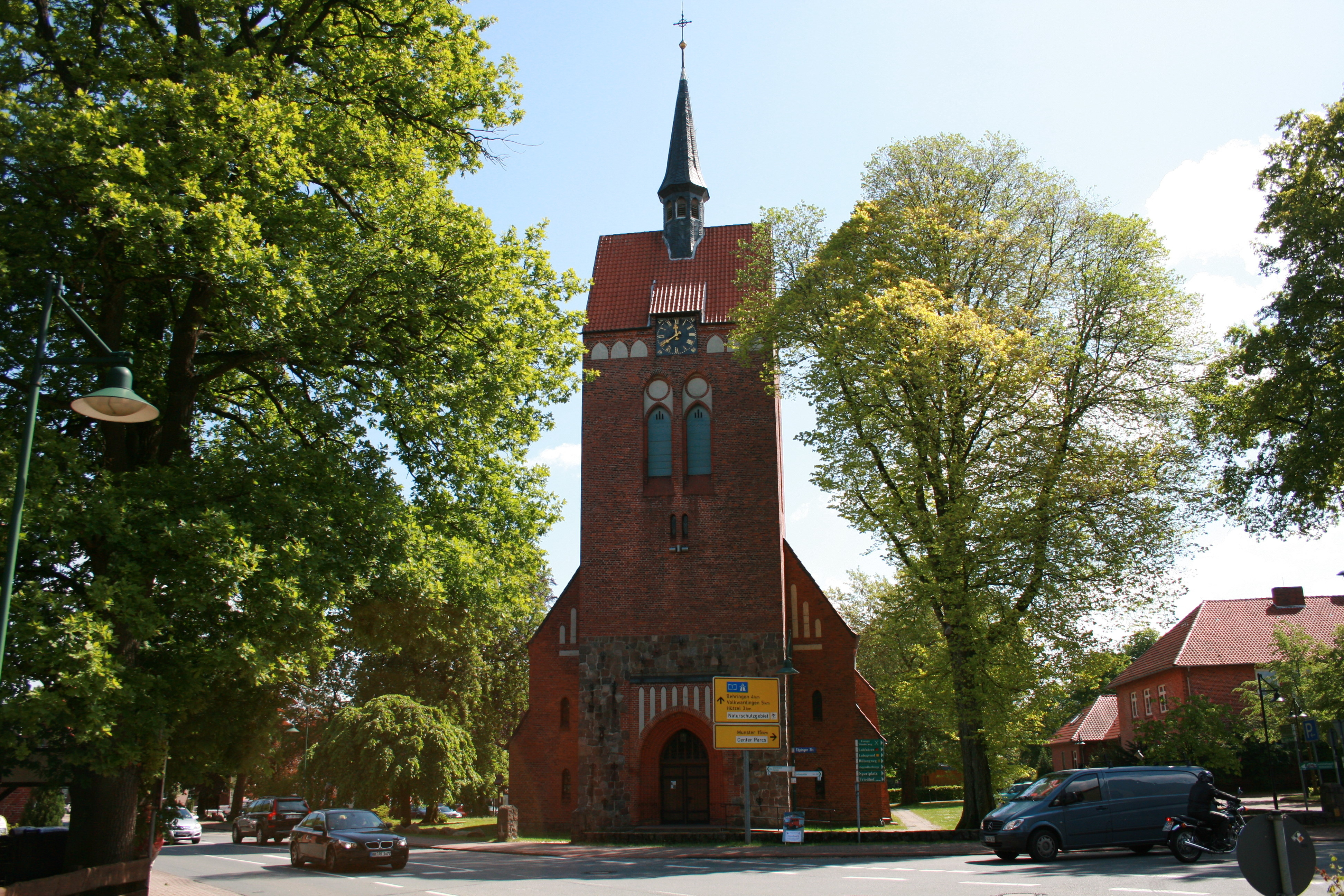
St.-Antonius-Kirche in Bispingen
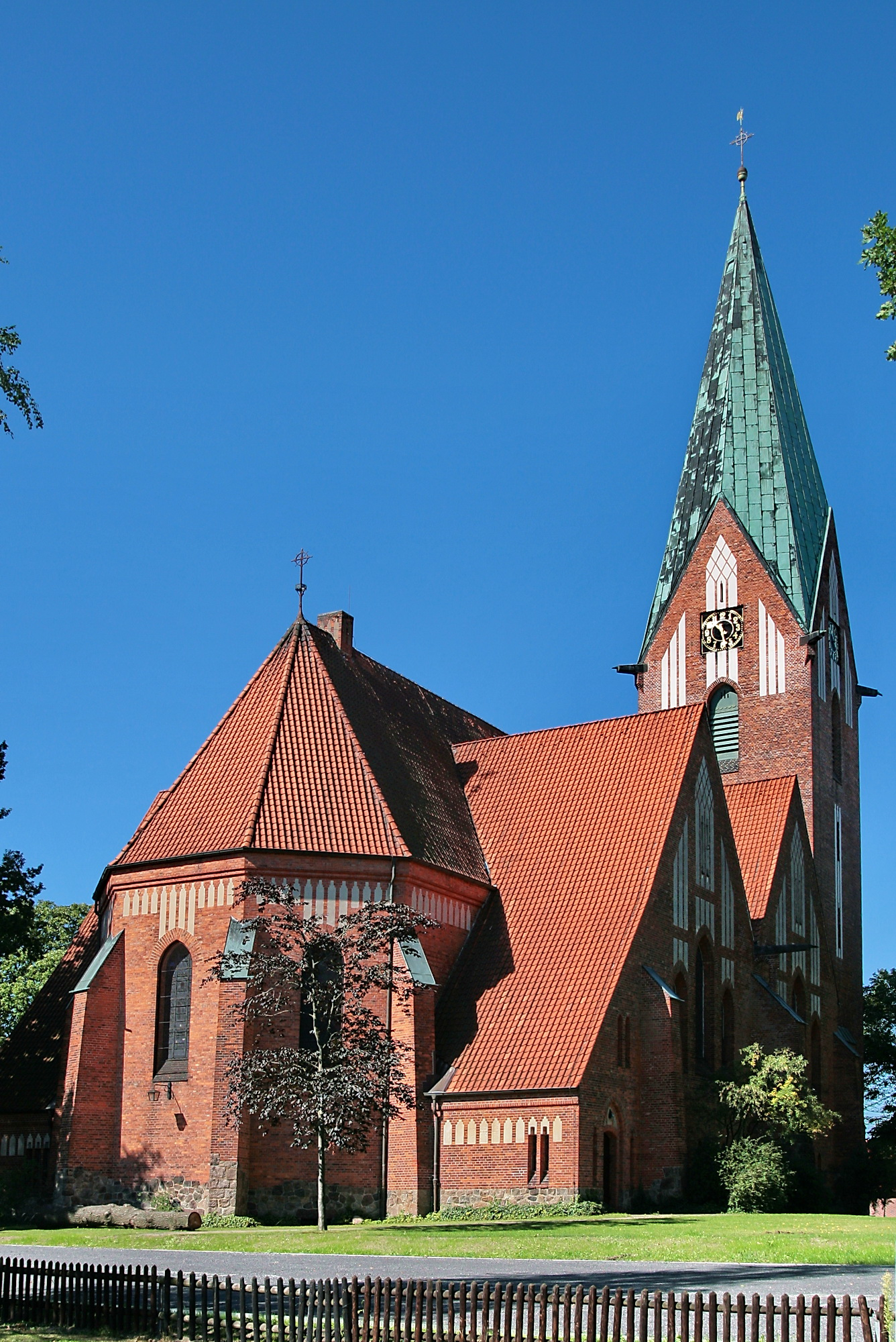
Lutherkirche in Soltau